# Linho
O linho é uma planta herbácea que chega a atingir um metro de altura e pertence à família das lináceas. Abrange um certo número de subespécies, integradas por botânicos com o nome de Linum usitatissimum L.. Compõe-se basicamente de uma substância fibrosa, da qual se extraem as fibras longas para a fabricação de tecidos e de uma substância lenhosa. A linhaça é a semente do linho (Linum usitatissimum), muito utilizada em culinária, onde é consumida com casca e dela se extrai o óleo de linhaça que é rico em Ómega 3, Ómega 6 e Ómega 9. Além disso, o óleo da Linhaça é usado na indústria cosmética, em farmácias de manipulação e na pintura a óleo, sendo o veículo mais comum na preparação de tintas indumedicinais.